# Вахания, Николай Николаевич
Николай Николаевич Вахания (груз. ნიკოლოზ ვახანია; 28 августа 1930, Кутаиси, Грузинская ССР, СССР — 23 июля 2014, Тбилиси, Грузия) — советский и грузинский математик, доктор физико-математических наук (1970), профессор (1971), член-корреспондент АН Грузинской ССР (1988), академик АН Грузии (2001). Директор Института вычислительной математики имени Н. И. Мусхелишвили АН Грузинской ССР — НАН Грузии (1978—2006) и академик-секретарь Отделения математики и физики Национальной академии наук Грузии (2003—2006).

## Биография
Родился 28 августа 1930 года в Кутаиси.
С 1947 по 1952 год обучался на физико-математическом факультете Тбилисского государственного университета. С 1953 по 1957 год обучался в аспирантуре механико-математического факультета Московского государственного университета.
С 1957 года на научно-исследовательской работе в Институте вычислительной математики имени Н. И. Мусхелишвили АН Грузинской ССР — НАН Грузии в качестве младшего, старшего и ведущего научного сотрудника, с 1961 года — заведующий кафедрой теории вероятностей и функционального анализа, с 1978 по 2006 год — директор этого научного института, с 2008 по 2013 год — председатель Учёного совета этого института.
Одновременно с научной занимался и педагогической работой с 1964 по 2006 год в Тбилисском государственном университете в качестве заведующего кафедрой теории случайных процессов, одновременно с 1970 по 1973 год декан факультета кибернетики и прикладной математики ТГУ. С 2003 по 2006 год — академик-секретарь Отделения математики и физики Национальной академии наук Грузии.

### Научно-педагогическая деятельность и вклад в науку
Основная научно-педагогическая деятельность Н. Н. Вахания была связана с вопросами в области вычислительной математики и математического анализа, занимался исследованиями в области дифференциальных уравнений теории задач, проблем функционального анализа и теории вероятностей, а также вычислительной математике. Н. Н. Вахания являлся членом Международного координационного комитета по вычислительной математике.
В 1958 году защитил кандидатскую диссертацию по теме: «О некоторых краевых задачах для уравнения колебания струны в прямоугольной области», в 1970 году защитил докторскую диссертацию на соискание учёной степени доктор физико-математических наук по теме: «Вопросы теории вероятностных распределений в линейных пространствах». В 1971 году ВАК СССР ему было присвоено учёное звание профессор. В 1967 году был избран член-корреспондентом АН Грузинской ССР, а в 2001 году — действительным членом АН Грузии. Н. Н. Вахания было написано более ста научных работ, в том числе монографий.

## Основные труды
- О некоторых краевых задачах для уравнения колебания струны в прямоугольной области. - Москва, 1958. - 78 с.
- Вопросы теории вероятностных распределений в линейных пространствах. - Тбилиси, 1969. - 216 с.
- Вероятностные распределения в линейных пространствах. - Тбилиси : Мецниереба, 1971. - 153 с.
- Вычислительная математика и программирование / [Отв. ред. Н. Н. Вахания]. - Тбилиси : Мецниереба, 1982. - 166 с.
- Математическая и техническая кибернетика / [Отв. ред. Н. Н. Вахания]. - Тбилиси : Мецниереба, 1983. - 120 с.
- Вероятностные распределения в банаховых пространствах / Н. Н. Вахания, В. И. Тариеладзе, С. А. Чобанян. - М. : Наука, 1985. - 368 с.
- Математическая и техническая кибернетика / [Отв. ред. Н. Н. Вахания]. - Тбилиси : Мецниереба, 1986. - 145 с.
- Probability distributions on Banach spaces / By N.N. Vakhania, V.I. Tarieladze a. S.A. Chobanyan ; Transl. by Wojbor A. Woyczynski. - Dordrecht etc. : Reidel, Cop._1987. - 482 с.
- Алгоритмы решения обобщенных задач теории расписаний / Н. Н. Вахания, В. В. Шафранский. - М. : ВЦ РАН, 1991. - 46 с[4]

## Награды
- Орден Чести (Грузия) (2000)
- Премия имени И. Джавахишвили АН Грузинской ССР и АН Грузии (1976, 2000)
- Премия имени Н. Мусхелишвили АН Грузии (1992)
- Премия имени Размадзе АН Грузии (2003)[3][2]